# Jacques Moulaert
Jacques Moulaert (Oostende, 23 oktober 1930 - Lasne, 10 november 2020) was een Belgisch bedrijfsleider en bestuurder.

## Biografie
Jacques Moulaert promoveerde tot doctor in de rechten aan de Rijksuniversiteit Gent en behaalde een Master of Public Administration aan de Harvard University in de Verenigde Staten.
Zijn carrière was gelinkt aan die van Albert Frère en diens holding, de Groupe Bruxelles Lambert. Moulaert was er gedelegeerd bestuurder en bekleedde bestuursmandaten bij Tractebel, Cockerill-Sambre, Sabena en Royale Belge. Hij was tevens voorzitter van Cenergy Holdings en uitvoerend vicevoorzitter van Viohalco. In 1993 volgde hij Jacques Thierry als voorzitter van de raad van bestuur van de Bank Brussel Lambert op. Michel Tilmant volgde hem op.
Moulaert was gasthoogleraar aan de Université catholique de Louvain, stichtend lid van de Fondation Saint-Luc, ondervoorzitter van de Fondation Louvain en lid van de federalistische denktank Coudenberggroep.